# Eupleres goudotii
Genre
Espèce
Statut de conservation UICN

 VU A2cde+3cde+4cde : Vulnérable
Statut CITES
L'euplère de Goudot, aussi appelé « fanalouk » (Eupleres goudotii) est le seul eupleridé du genre Eupleres. C'est une des 8 espèces de carnivores endémiques de Madagascar.

## Sous-espèces
- Eupleres goudotii goudotii Doyère, 1835
- Eupleres goudotii major Lavauden, 1929  - Elle est classée comme une espèce à part par l'UICN qui la considère comme En Danger.